# Nebojša Skopljak
Nebojša Skopljak (in serbo Небојша Скопљак?; Belgrado, 12 maggio 1987) è un calciatore serbo, difensore dello Sremac Vojka.

## Carriera

### Club
Ha giocato nella massima serie dei campionati serbo, montenegrino, ungherese e cipriota.